# Lista de países da Europa por Índice de Desenvolvimento Humano

Mapa da Europa de acordo com o IDH de 2019 (inclui países transcontinentais).
IDH muito alto
≥ 0,920
0,890–0,919
0,850–0,889
0,800–0,849
IDH alto
< 0,800

Esta é uma lista de países europeus ordenada por Índice de Desenvolvimento Humano (IDH), como incluída no Relatório de Desenvolvimento Humano de 2020 do Programa das Nações Unidas para o Desenvolvimento (PNUD), da Organização das Nações Unidas (ONU), compilado com base em dados de 2019 e publicada no dia 15 de dezembro de 2020.

## Lista completa dos países
- = aumento;
- = estável;
- = perda;
- Os valores similares do IDH na lista atual não conduzem a relações classificatórias, já que a classificação do IDH é realmente determinada usando valores do IDH ao sexto ponto decimal.
- A revisão do índice foi divulgada em 15 de dezembro de 2020, com dados referentes ao ano de 2019;
- Os números colocados entre parêntese julho representam a diferença entre as posições relativas aos dados de 2014. Os dados de referência para 2014 são diferentes dos publicados no relatório anterior devido à mudança na forma de cálculo do índice. Assim, os dados publicados anteriormente para 2014 não podem ser diretamente comparados com os dados de 2013 do último relatório. A comparação é feita entre os dados de 2009 e de 2010 constantes no último relatório.[2][1]

| Posição                           | País                              | IDH                               | IDH                                    |
| Posição                           | País                              | Estimativas para 2019             | Mudança na pontuação entre 2018 e 2019 |
| Desenvolvimento humano muito alto | Desenvolvimento humano muito alto | Desenvolvimento humano muito alto | Desenvolvimento humano muito alto      |
| --------------------------------- | --------------------------------- | --------------------------------- | -------------------------------------- |
| 1                                 | Noruega                           | 0,957                             | 0,003                                  |
| 2                                 | Irlanda                           | 0,955                             | 0,013                                  |
| 2                                 | Suíça                             | 0,955                             | 0,009                                  |
| 4                                 | Islândia                          | 0,949                             | 0,011                                  |
| 5                                 | Alemanha                          | 0,947                             | 0,008                                  |
| 6                                 | Suécia                            | 0,945                             | 0,008                                  |
| 7                                 | Países Baixos                     | 0,944                             | 0,011                                  |
| 8                                 | Dinamarca                         | 0,940                             | 0,010                                  |
| 9                                 | Finlândia                         | 0,938                             | 0,013                                  |
| 10                                | Reino Unido                       | 0,932                             | 0,012                                  |
| 11                                | Bélgica                           | 0,931                             | 0,012                                  |
| 12                                | Áustria                           | 0,922                             | 0,008                                  |
| 13                                | Liechtenstein                     | 0,919                             | 0,002                                  |
| 14                                | Eslovênia                         | 0,917                             | 0,015                                  |
| 15                                | Luxemburgo                        | 0,916                             | 0,007                                  |
| 16                                | Espanha                           | 0,904                             | 0,011                                  |
| 17                                | França                            | 0,901                             | 0,010                                  |
| 18                                | Tchéquia                          | 0,900                             | 0,009                                  |
| 19                                | Malta                             | 0,895                             | 0,010                                  |
| 20                                | Estónia                           | 0,892                             | 0,010                                  |
| 20                                | Itália                            | 0,892                             | 0,009                                  |
| 22                                | Grécia                            | 0,888                             | 0,016                                  |
| 23                                | Chipre                            | 0,887                             | 0,014                                  |
| 24                                | Lituânia                          | 0,882                             | 0,013                                  |
| 25                                | Polónia                           | 0,880                             | 0,008                                  |

| Posição                           | País                              | IDH                               | IDH                                    |
| Posição                           | País                              | Estimativas para 2019             | Mudança na pontuação entre 2018 e 2019 |
| Desenvolvimento humano muito alto | Desenvolvimento humano muito alto | Desenvolvimento humano muito alto | Desenvolvimento humano muito alto      |
| --------------------------------- | --------------------------------- | --------------------------------- | -------------------------------------- |
| 26                                | Andorra                           | 0,868                             | 0,011                                  |
| 27                                | Letônia                           | 0,866                             | 0,012                                  |
| 28                                | Portugal                          | 0,864                             | 0,014                                  |
| 29                                | Eslováquia                        | 0,860                             | 0,003                                  |
| 30                                | Hungria                           | 0,854                             | 0,009                                  |
| 31                                | Croácia                           | 0,851                             | 0,014                                  |
| 32                                | Montenegro                        | 0,829                             | 0,013                                  |
| 33                                | Roménia                           | 0,828                             | 0,012                                  |
| 34                                | Cazaquistão                       | 0,825                             | 0,008                                  |
| 35                                | Rússia                            | 0,824                             | Estável                                |
| 36                                | Bielorrússia                      | 0,823                             | 0,006                                  |
| 37                                | Turquia                           | 0,820                             | 0,014                                  |
| 38                                | Bulgária                          | 0,816                             | Estável                                |
| 39                                | Geórgia                           | 0,812                             | 0,026                                  |
| 40                                | Sérvia                            | 0,806                             | 0,007                                  |
| Desenvolvimento humano alto       |                                   |                                   |                                        |
| 41                                | Albânia                           | 0,795                             | 0,004                                  |
| 42                                | Bósnia e Herzegovina              | 0,780                             | 0,011                                  |
| 43                                | Ucrânia                           | 0,779                             | 0,029                                  |
| 44                                | Armênia                           | 0,776                             | 0,016                                  |
| 45                                | Macedônia do Norte                | 0,774                             | 0,015                                  |
| 46                                | Azerbaijão                        | 0,756                             | 0,002                                  |
| 47                                | Moldávia                          | 0,750                             | 0,039                                  |

## Países que não constaram no último relatório
| Ano                               | Ano                               | País                              | IDH                               | Posição                           | Fonte                             |
| Publicação                        | Data                              | País                              | IDH                               | Posição                           | Fonte                             |
| Desenvolvimento humano muito alto | Desenvolvimento humano muito alto | Desenvolvimento humano muito alto | Desenvolvimento humano muito alto | Desenvolvimento humano muito alto | Desenvolvimento humano muito alto |
| --------------------------------- | --------------------------------- | --------------------------------- | --------------------------------- | --------------------------------- | --------------------------------- |
|                                   |                                   | San Marino                        | 0,961                             |                                   | [ 3 ]                             |
|                                   |                                   | Mónaco                            | 0,956                             |                                   | [ 3 ]                             |

| Ano                         | Ano                         | País                        | IDH                         | Posição                     | Fonte                       |
| Publicação                  | Data                        | País                        | IDH                         | Posição                     | Fonte                       |
| Desenvolvimento humano alto | Desenvolvimento humano alto | Desenvolvimento humano alto | Desenvolvimento humano alto | Desenvolvimento humano alto | Desenvolvimento humano alto |
| --------------------------- | --------------------------- | --------------------------- | --------------------------- | --------------------------- | --------------------------- |
|                             |                             | Kosovo*                     | 0,739                       |                             | [ 4 ]                       |
| Outros                      |                             |                             |                             |                             |                             |
| —                           | —                           | Vaticano                    | —                           | —                           | —                           |